# Figulus praecipuus
Figulus praecipuus es una especie de coleóptero de la familia Lucanidae.

## Distribución geográfica
Habita en China.